# Гаврилово (Нюксенский район)
Гаврилово — деревня в Нюксенском районе Вологодской области.
Входит в состав Городищенского сельского поселения, с точки зрения административно-территориального деления — в Космаревский сельсовет.
Расстояние до районного центра Нюксеницы по автодороге — 49 км.
По данным переписи в 2002 году постоянного населения не было.